# GNU Octave
GNU Octave é uma linguagem computacional, desenvolvida para computação matemática. Possui uma interface em linha de comando para a solução de problemas numéricos, lineares e não-lineares, também é usada em experimentos numéricos. Faz parte do projeto GNU, é um software livre sob os termos da licença GPL. Foi escrito por John W. Eaton. Possui compatibilidade com MATLAB, possuindo um grande número de funções semelhantes.

## Visão geral
O GNU/Octave conta com interação através de uma linguagem de programação de alto nível, programada inicialmente para cálculo numérico. Fornece uma linha de comando conveniente resolvendo problemas lineares e não-lineares numericamente, e executando outras tarefas numéricas usando uma linguagem que é bastante compatível com o MATLAB. Pode também ser usado como uma linguagem orientada a grupos.
Possui ferramentas extensivas para a resolução de problemas lineares numéricos comuns de álgebra, cálculo aproximado de  raízes de equações não-lineares, funções ordinárias, polinómios, cálculo de integrais, e integração numérica de equações diferenciais ordinárias e diferenciais-algébricas. Pode ser facilmente expandido e adaptado através de funções definidas pelo utilizador, escritas na própria linguagem presente ou usando módulos dinamicamente carregados escritos em outras linguagens como C++, em C, em Fortran.

## Detalhes técnicos
- Octave é escrito em C++ usando bibliotecas STL.
- Octave usa um interpretador para executar os scripts dessa linguagem.
- Octave é extensível a partir da utilização de módulos carregáveis.
- O interpretador do Octave trabalha em conjunto com os softwares gnuplot e Grace para plotar gráficos, grafos e para salva-los.

## História
O GNU/Octave foi concebido aproximadamente em 1988 para servir de referência para uma apostila de um curso de Projetos de Reatores Químicos, que estava sendo escrito por James B. Rawlings, da universidade de Wisconsin-Madison e de John G. Ekerdt da universidade de Texas. Primeiramente foi pensada uma ferramenta especializada para a solução de problemas envolvendo o projeto de reatores químicos. Posteriormente, após analisar as limitações técnicas da aproximação, foi optado tentar construir uma ferramenta mais flexível para a tarefa.
Alguns aconselhavam a utilização de Fortran para o desenvolvimento, por ser uma linguagem bastante usada na engenharia, mas na prática os estudantes gastavam mais tempo descobrindo porque o código em Fortran falhava do que aprendendo sobre engenharia química. O desenvolvimento começou em 1992, com a primeira liberação de versão alfa disponível em 4 de janeiro do ano seguinte, e primeira versão final em 17 de fevereiro de 1994. Desde então, o software sofreu diversas revisões.
Atualmente o GNU/Octave é utilizado de maneira mais ampla quanto a planejada de início, variando no meio acadêmico e de pesquisa e em aplicações comerciais.

### Documentação
- Online documentation
- Octave wiki (click twice – page redirects cause some browsers to time out)
- Octave FAQ Wiki with new plotting commands
- Mailing List Archives on Nabble – Search all Octave mailing lists.
- Mailing List Archives on Gmane – Search all Octave mailing lists.
- Octave Community

### Interface gráfica
- Verbosus - Editor completo online
- GUIOctave - GUIOctave é um programa de computador que oferece uma interface gráfica muito intuitiva na utilização do GNU Octave. O GUIOctave foi pensado para os utilizadores que querem usar todo o potencial do GNU Octave, mas não querem usar a linha de comandos.
- Kalculus - Matlab like UI for GNU Octave and Yacaswritten in Qt4 with Ruby bindings
- Xoctave  – Xoctave encapsulates GNU Octave using pipes and provides extra tools to make using it easier. Its UI is very similar to that of Matlab.
- OctaveNB[ligação inativa] – NetBeans IDE integration for GNU Octave (since 2009) -features SVN, local history, diff, multi language projects from the NetBeans IDE for your Octave development
- QtOctave Graphical User Interface  – MATLAB counterpart – under heavy development

### Complementos
- PLPlot - a replacement of the traditional gnuplot in Octave
- Octave-forge community development page – Toolboxes para diversos tipos de problemas, feitas por desenvolvedores independentes.
- OctPlot – High quality 2D graphics.
- Octave graphics add-on – 3D visualization system for Octave.
- Octaviz – 3D visualization system for Octave.
- MPI Toolbox for Octave (MPITB) – Parallel Computing for Octave using MPI.